# W64T
W64T（だぶりゅーろくよんてぃー）は、東芝、および東芝モバイルコミュニケーション社（現・FCNT）が日本国内向けに開発した、auブランドを展開するKDDIおよび沖縄セルラー電話のCDMA 1X WIN対応携帯電話である。

## 概要
W62Tの実質的なリファイン版で、W62Tと同じく、W51T及びW53Tの流れを継いでおり、機能はW62Tと同一である。
背面がキラキラ輝き、コスメティックのように華やかでエレガントなデザインが特徴。20～30歳代の女性を対象としている。なお、電池パックはW51T、W62Tと同じ型番（5523UAA）を使用している。

## 沿革
- 2008年8月11日 - テュフ・ラインランド・ジャパンより設計認証。
- 2008年9月11日 - KDDI、および東芝より公式発表。
- 2008年9月25日 - 沖縄地区で発売。
- 2008年9月26日 - 上記以外の残りの地区で一斉発売。
- 2009年5月 - 販売終了。
- 2012年7月22日 - L800MHz帯（旧800MHz帯・CDMA Bandclass 3）エリアによる音声・データ通信サービスの停波によりそれ以降はN800MHz（新800MHz帯・CDMA Bandclass 0 Subclass 2）帯エリア、および2GHz（CDMA Bandclass 6）帯エリアの各音声・データ通信サービスで利用する事となる。
- 2022年3月31日 - 同キャリアにおける3Gサービスの完全終了・停波により、当機種は全て使用不可となる[1][2]。

## 対応サービス
| 主な対応サービス                                       | 主な対応サービス                 | 主な対応サービス                                             | 主な対応サービス                |
| ------------------------------------------------------ | -------------------------------- | ------------------------------------------------------------ | ------------------------------- |
| au LISTEN MOBILE SERVICE                               | LISMOビデオクリップ              | LISMO Video                                                  | EZ着うたフル EZ着うたフルプラス |
| au BOX                                                 | ワイヤレスミュージック           | au Smart Sports Run & Walk Karada Manager カロリーカウンター | EZナビウォーク 3D・声de入力対応 |
| EZ助手席ナビ                                           | 安心ナビ                         | 災害時ナビ                                                   | ナカチェン                      |
| EZアプリ FullGame! Bluetooth対戦                       | EZアプリ(BREW)                   | オープンアプリプレイヤー                                     | PCサイトビューアー              |
| EZケータイアレンジ アレンジメニュー                    | au oneガジェット                 | じぶん銀行アプリ (ダウンロードが必要)                        | EZ・FM                          |
| EZチャンネル EZチャンネルプラス EZニュースフラッシュ   | Touch Message                    | EZFeliCa                                                     | ケータイ de PCメール            |
| デコレーションメール 絵しゃべりメール ラッピングメール | デコレーションアニメ             | au one メール                                                | 緊急通報位置通知                |
| ワンセグ                                               | グローバルパスポート (CDMA・GSM) | 赤外線通信 (irSimple)                                        | Bluetooth                       |

## 不具合
2008年10月24日、以下の不具合の修正がケータイアップデートにより行われた。
- 2画面状態でケータイサイトのページ更新を行うと、電源のリセットやキー操作を受付けない